# Schauren (Cochem-Zell)
Pour l’article homonyme, voir Schauren (près Idar-Oberstein).
Schauren est une municipalité allemande située dans le land de Rhénanie-Palatinat et l'arrondissement de Cochem-Zell.